# Pegasus (sterrenbeeld)

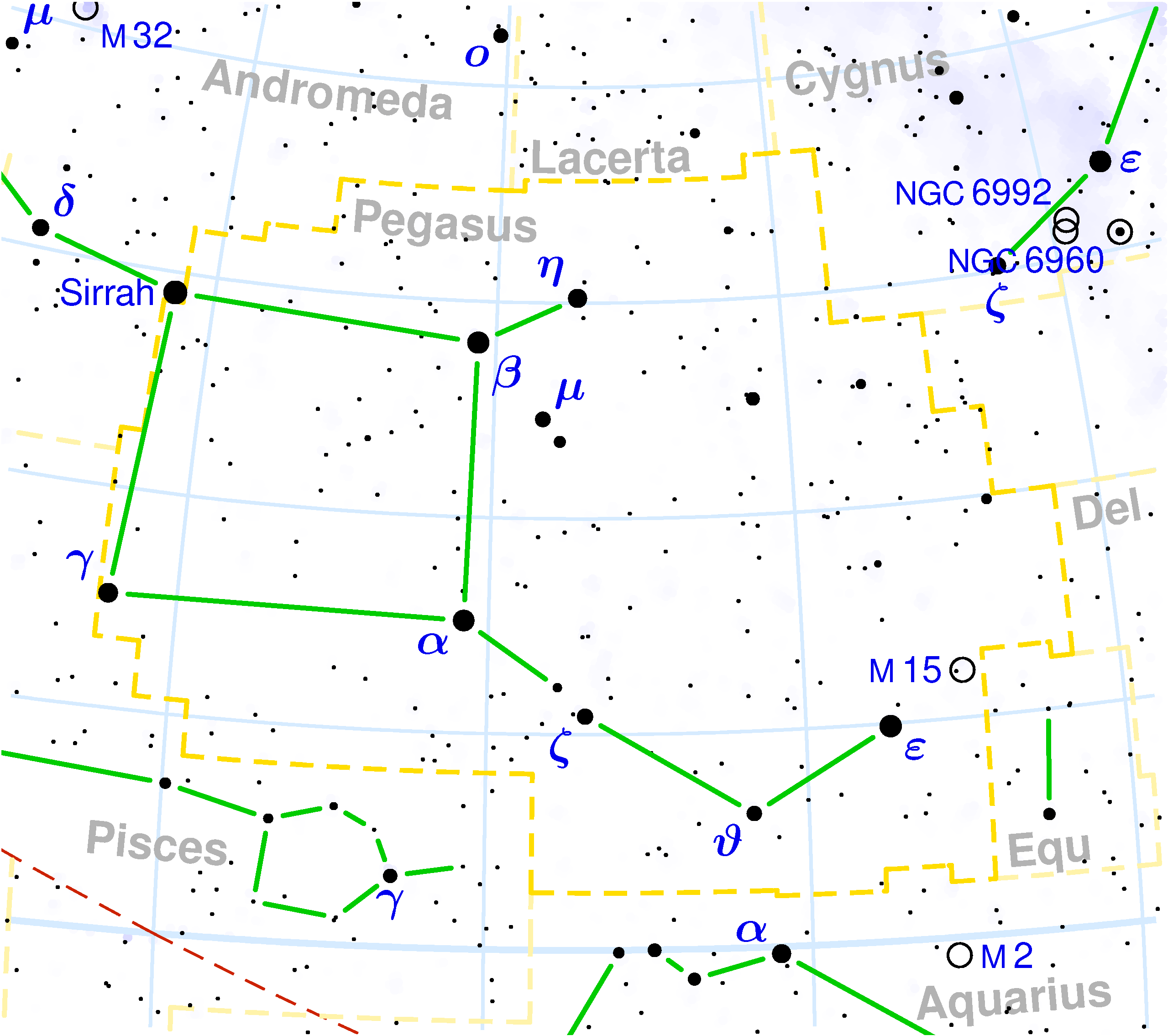
Kaart van het sterrenbeeld Pegasus.

Pegasus (afkorting Peg) is een sterrenbeeld aan de noorderhemel, liggende tussen rechte klimming 21u06m en 0u13m en tussen declinatie +2° en +36°.

## Sterren
(in volgorde van afnemende helderheid)
- Enif (ε, epsilon Pegasi)
- Scheat (β, beta Pegasi)
- Markab (α, alpha Pegasi)
- Algenib (γ, gamma Pegasi)
- Matar (η, eta Pegasi)
- Homam (ζ, zeta Pegasi)
- Sadalbari (μ, mu Pegasi)
- Biham (θ, theta Pegasi)
- Tau Pegasi (τ, tau Pegasi)
- 51 Pegasi, de eerste ster waarbij een exoplaneet werd ontdekt.

De ster Sirrah (Alpheratz) behoort tegenwoordig tot het sterrenbeeld Andromeda.

## Bezienswaardigheden
- Pegasus bevat het vrij makkelijk te herkennen Herfstvierkant dat dus de herfststerrenhemel van het noordelijk halfrond domineert. Het Herfstvierkant bestaat uit de sterren Alpha Pegasi (Markab), Beta Pegasi (Scheat), Gamma Pegasi (Algenib), en Alpha Andromedae (Sirrah). De twee westelijke sterren van het Herfstvierkant culmineren samen met de ster Alpha Piscis Austrini (Fomalhaut), en dienen dus als "richting-aanwijzers" om de laagstaande Fomalhaut boven de zuidelijke horizon te vinden.
- Pegasus bevat één object dat voorkomt in de catalogus van Charles Messier, de bolvormige sterrenhoop Messier 15 met daarin de planetaire nevel Pease 1.
- Het Kwintet van Stephan is een groep extragalactische stelsels, te vinden op een 4 tal graden noordwestelijk van de ster η Pegasi (Eta Pegasi). De leden van deze groep zijn NGC 7317, NGC 7318A, NGC 7318B, NGC 7319, en NGC 7320.
- Deer Lick Group is een groep extragalactische stelsels op ongeveer een halve graad noordoostelijk van Stephan's Quintet, en bestaat uit de leden NGC 7331, NGC 7335, NGC 7336, NGC 7337, en NGC 7340.
- De planetaire nevel Jones 1 (PK 104-29.1) staat net ten noorden van het midden tussen de sterren Alpha Andromedae (Sirrah) en Beta Pegasi (Scheat), die samen de twee noordelijkste sterren van het Herfstvierkant vormen. Op ongeveer een halve graad zuidoostelijk van Jones 1 is het extragalactische stelsel Barbon's Galaxy (Markarian 328) te vinden.
- De open sterrenhoop NGC 7772 in het zuidelijke gedeelte van het Herfstvierkant mag eerder beschouwd worden als een telescopisch asterism dan een echte sterrenhoop. De foto van NGC 7772 op bladzijde 1393 in Burnham's Celestial Handbook toont de schaarste aan sterren in dit asterism. Toch is dit object het opzoeken m.b.v. een amateurtelescoop waard.

## Aangrenzende sterrenbeelden
(met de wijzers van de klok mee)
- Hagedis (Lacerta)
- Zwaan (Cygnus)
- Vosje (Vulpecula)
- Dolfijn (Delphinus)
- Veulen (Equuleus)
- Waterman (Aquarius)
- Vissen (Pisces)
- Andromeda